# Mycetophiloidea
Mycetophiloidea – nadrodzina muchówek z podrzędu długoczułkich i infrarzędu Bibionomorpha. Należą do niej tylko dwie rodziny: grzybiarkowate i Lygistorrhinidae.
Muchówki te mają na głowie zwykle trzy przyoczka, ale jedno, dwa lub wszystkie mogą być zanikłe. Przyoczka boczne często stykają się z krawędziami oczu złożonych. Czułki nie przekraczają swoją długością ciała i zwykle zbudowane są z trzonka, nóżki i 14-członowego biczyka, ale liczba członów w tym ostatnim może być zredukowana nawet do dziewięciu u rodzaju Cordyla. Głaszczki szczękowe zwykle składają się z palpigera i czterech członów, ale liczba tych ostatnich może też wynosić trzy, dwa lub jeden. Mesepimeron jest smukły i niekiedy od spodu zanikły wskutek zespolenia się laterotergitu z katepisternum. Mediotergit jest krótszy od laterotergitu, zakrzywiony i czasem bardzo niski. Użyłkowanie skrzydła może być kompletne lub w różnym stopniu zredukowane. Mniej lub bardziej wydłużona żyłka poprzeczna radialno-medialna ma przebieg skośny lub wzdłużny, a pierwsza żyłka analna jest zawsze niekompletna. Jeśli występuje czwarta żyłka radialna, to ma przebieg poprzeczny i łączy się z pierwszą żyłką radialną. Piąta komórka radialna ma zwykle smukły kształt. Odwłok jest u nasady przewężony silniej niż u Keroplatoidea i ma bardzo krótki ósmy segment.
Larwy są mykofagiczne, rzadko drapieżne, a wyjątkowo parazytoidalne.